# Волково (Волгоградская область)
Волково — село в Еланском районе Волгоградской области России. Входит в состав Дубовского сельского поселения.

## История
В «Списке населённых мест Саратовской губернии по данным 1859 года» населённый пункт упомянут как казенная слобода Волково Аткарского уезда (2-го стана) при реке Елани, расположенное в 160 верстах от уездного города Аткарска. В слободе имелось 135 дворов и проживало 1024 жителей (513 мужчин и 511 женщин).
Согласно «Списку населённых мест Аткарского уезда» издания 1914 года (по сведениям за 1911 год) в слободе Волково, центре Волковской волости, имелось 266 дворов и проживало 1961 человек (1012 мужчин и 949 женщин). В национальном составе населения преобладали великороссы.
В 1921 году Волковская волость была передана из Аткарского уезда в новосозданный Еланский уезд. В 1923 году в связи с упразднением Еланского уезда волость включена в состав укрупнённой Еланской волости Балашовского уезда Саратовской губернии.

В 1928 году село включено в состав Еланского района Камышинского округа (упразднён в 1930 году) Нижне-Волжского края (с 1934 года — Сталинградского края, с 1936 года — Сталинградской области). Являлось центром Волковского сельсовета. В том же 1928 году Волковский сельсовет был присоединён к Бабинкинскому (Бабикинскому) сельсовету. С 1954 по 1957 год Еланский район входил в состав Балашовской области. По состоянию на 1964 год Волково входило в состав Дубовского сельсовета.

## География
Село находится в северной части Волгоградской области, в пределах Хопёрско-Бузулукской равнины, на берегах реки Елань, на расстоянии примерно 9 километров (по прямой) к западу-северо-западу (WNW) от посёлка городского типа Елань, административного центра района. Абсолютная высота — 120 метров над уровнем моря.
Часовой пояс
Село Волково, как и вся Волгоградская область, находится в часовой зоне МСК (московское время). Смещение применяемого времени относительно UTC составляет +3:00.

## Население
| 2010 |
| ---- |
| 287  |

Динамика численности населения по годам:
| 1859 | 1897 | 1911 | 1987 | 2002 |
| ---- | ---- | ---- | ---- | ---- |
| 1024 | 1516 | 1961 | ≈320 | 294  |

Гендерный состав
По данным Всероссийской переписи населения 2010 года в гендерной структуре населения мужчины составляли 44,3 %, женщины — соответственно 55,7 %.
Национальный состав
Согласно результатам переписи 2002 года, в национальной структуре населения русские составляли 77 %.

## Инфраструктура
В селе функционирует фельдшерско-акушерский пункт.

## Улицы
Уличная сеть села состоит из восьми улиц.